# Karolina Malinowska-Janiak
Karolina Malinowska-Janiak (ur. 24 listopada 1982 w Łodzi) – polska modelka warszawskiej agencji Model Plus, aktorka.

## Życiorys

### Kariera
Pracę w modelingu rozpoczęła w 1998 roku, mając 15 lat, dla agencji Model Plus w Warszawie. Bardzo szybko zawitała do Paryża, gdzie w ciągu zaledwie kilku miesięcy pracy była już jedną z najbardziej znanych modelek. Pojawiała się również na wybiegach w Nowym Jorku, Barcelonie oraz Mediolanie. Wielokrotnie zdobiła okładki i pozowała do zdjęć francuskiego wydania magazynu Vogue. Prezentowała na wybiegu kolekcje najbardziej liczących się w branży projektantów oraz domów mody: Calvin Klein, Chloe, Francesco Scognamiglio, Georges Rech, IBlues, Hugo Boss, Mila Schön, Dolce & Gabbana, Miu Miu, Narciso Rodriguez oraz Prada. W 2000 roku wzięła udział w telenoweli dokumentalnej „Modelki”, zrealizowanej dla Telewizji Polskiej. W 2003 roku zrezygnowała z międzynarodowej kariery.
Współpracowała z telewizją TVN Style, gdzie prowadziła program Musisz to mieć. Od 11 sierpnia 2007 prowadziła program Projekt Plaża w TVN razem z Omeną Mensah, Olivierem Janiakiem oraz Kubą Wesołowskim. W 2007 wystąpiła w trzeciej edycji programu Gwiazdy tańczą na lodzie w TVP2. Zajęła w nim ostatnie, dwunaste miejsce, odpadając w pierwszym odcinku.
Od 2007 zasiada w składzie jury Międzynarodowego Konkursu dla Projektantów i Entuzjastów Mody „Off Fashion” organizowanego w Kielcach. Na platformie internetowej onet.tv Karolina Malinowska wypowiadała się o trendach w modzie.
Od 29 marca 2009 razem z modelkami Joanną Horodyńską oraz Agnieszką Martyną prowadziła program Gwiazdy na dywaniku w Polsat Café. W 2012 roku zastąpiła ją Ada Fijał.
W 2019 wspólnie z mężem i dziećmi wystąpiła w reklamie Play Now TV.

### Życie prywatne
Związana jest z Olivierem Janiakiem, którego poślubiła w 2003. Para ma trzech synów: Fryderyka (ur. 29 czerwca 2009), Christiana (ur. 29 stycznia 2011) i Juliana (ur. 20 sierpnia 2013).

## Telewizja

### Programy rozrywkowe
- Musisz to mieć (TVN Style) – prowadząca program
- 2007: Projekt Plaża (TVN) – prowadząca program
- 2007: Gwiazdy tańczą na lodzie (TVP2) – uczestniczka programu, zajęła ostatnie, 12. miejsce
- 2009–2012: Gwiazdy na dywaniku (Polsat Café) – prowadząca program

### Filmografia[8]
- 2008: 39 i pół jako recepcjonistka w Radio Zet (gościnnie, odc. 10)
- 2008: Niania jako Miss Pomorza (gościnnie, odc. 91 „Mama wyjeżdża”)
- 2009: Miłość na wybiegu jako ona sama